# Tecnofatiga
La tecnofatiga es un tipo de tecnoestrés que afecta negativamente a quien la padece, causando una sensación de malestar físico y mental muy desagradable como consecuencia de un uso excesivo de las tecnologías de la información y la comunicación (TIC). Concretamente, la persona que desarrolla la tecnofatiga se siente propiamente fatigada, esto es, muy cansada tanto a escala corporal como psíquica y con una falta de energía y motivación causada por el estrés emocional. Entre otros, también puede desencadenar un cansancio cognitivo que suele derivar en dolores musculares persistentes e irritantes, en la pérdida de la memoria, en la pérdida de la concentración, en un sueño poco renovador y, por último, en una migraña aguda en los casos más extremos. En definitiva, la tecnofatiga es un estado de agotamiento total que se origina por la exposición, el consumo y el uso inmoderado, exagerado y continuo de la tecnología. Frecuentemente se asocia al síndrome de fatiga informativa, que es un cuadro sintomático que también produce fatiga a causa de la sobreinformación: una persona se relaciona con la información de forma abusiva, lo cual deviene perjudicial para el organismo, incluso llegando a causar pérdida de visión. Entonces, la tecnofatiga impacta en los pensamientos, la actitud y las conductas de una persona, ocasionando alteraciones y disfunciones en los sistemas fisiológicos.

## Afectados por la tecnofatiga
La tecnofatiga afecta a cualquier persona que haga un uso inadecuado y tóxico de la tecnología, pero tiende a afectar, primordialmente, a esos trabajadores que precisen de dispositivos tecnológicos para desarrollar su tarea laboral. Después, a los estudiantes que hacen faena virtual, como deberes, trabajos o estudio, así como a los adolescentes, que atraviesan una etapa de ampliación de relaciones sociales que, a menudo, se llevan a cabo a través de las redes sociales.

## Causas de la tecnofatiga
- Uso abusivo y constante de las TIC, sin descanso que implique una desconexión de la tecnología.
- Autoexigencia para saber hacer un uso ágil y efectivo de las TIC, así autoimponiéndose el haber de adaptarse rápidamente a los cambios constantes de las nuevas tecnologías.
- Asimilación de sobreinformación por medio de la pantalla de una herramienta tecnológica, tal como un ordenador, un dispositivo móvil o la tableta digital.
- El ciberacoso, que se basa en molestar o acosar a una persona a través de medios digitales y la tecnología, puede desencadenar la tecnofatiga. Hay quien reacciona con ansiedad y cansancio frente a la posibilidad de sufrir acoso virtual, puesto que el convertirse en cibervíctima puede ocasionar agotamiento extremo, muchas veces acompañado de un sentimiento de rechazo y miedo hacia las TIC, conocido con el nombre de la tecnofobia.
- La tecnoadicción, es la necesidad obsesiva-compulsiva de usar la tecnología, causa tecnofatiga.[4]

## Síntomas de la tecnofatiga
La tecnofatiga tiene muchos síntomas y consecuencias que repercuten de manera nociva en una persona, tanto corporalmente como psíquicamente, y es muy importante ponerle remedio, cuanto antes mejor, debido a que la sensación de malestar que siente la persona que padece de tecnofatiga empieza repercutiendo personalmente, sobre todo provocando incomodidad en uno mismo, y más tarde, la irritabilidad del individuo afecta a su entorno. Por ejemplo, puede propiciar conflictos laborales con compañeros de trabajo o discusiones familiares.
- Malestar general: físico y mental
- Fatiga: cansancio extremo
- Falta de motivación
- Migraña
- Dolores musculares persistentes
- Pérdida de memoria
- Pérdida de concentración
- Ojos llorosos y cansados
- Pérdida de visión
- Sueño poco renovador
- Poca productividad y frustración
- Irritabilidad
- Ansiedad
- Aislamiento
- Cambios de humor repentinos

## Soluciones a la tecnofatiga
La mejor forma en la que una persona que padece tecnofatiga puede poner fin a su problemática es, en primer lugar, ser autoconsciente sobre su propia situación. Conocer el estado de uno mismo permite autocontrolarse y, de esta manera, imponerse normas que eviten que el trastorno se desarrolle incluso más. Las siguientes medidas pueden ser la solución a la tecnofatiga:
- Marcarse un horario de conexión a internet y de uno de la tecnología. Se trata de una forma de controlar el tiempo de exposición a las TIC.
- Dejar de utilizar el dispositivo móvil y el ordenador fuera del trabajo, de tal manera que se separe el horario laboral con el personal.
- Reemplazar la tecnología por las relaciones sociales. En vez de comunicarse vía redes sociales, es preferible comunicarse en persona, físicamente y no virtualmente.
- Cambiar los hábitos y mantener un estilo de vida más saludable: hacer deporte regularmente, seguir una dieta variada y equilibrada y dormir las ocho horas diarias recomendadas.
- Ponerse en manos de un psicólogo puede resultar una solución exitosa.